# Avocourt
Avocourt é uma comuna francesa na região administrativa de Grande Leste, no departamento de Meuse. Estende-se por uma área de 14,66 km². Em 2010 a comuna tinha 113 habitantes (densidade: 7,7 hab./km²).